# Ichinomiya, Chiba

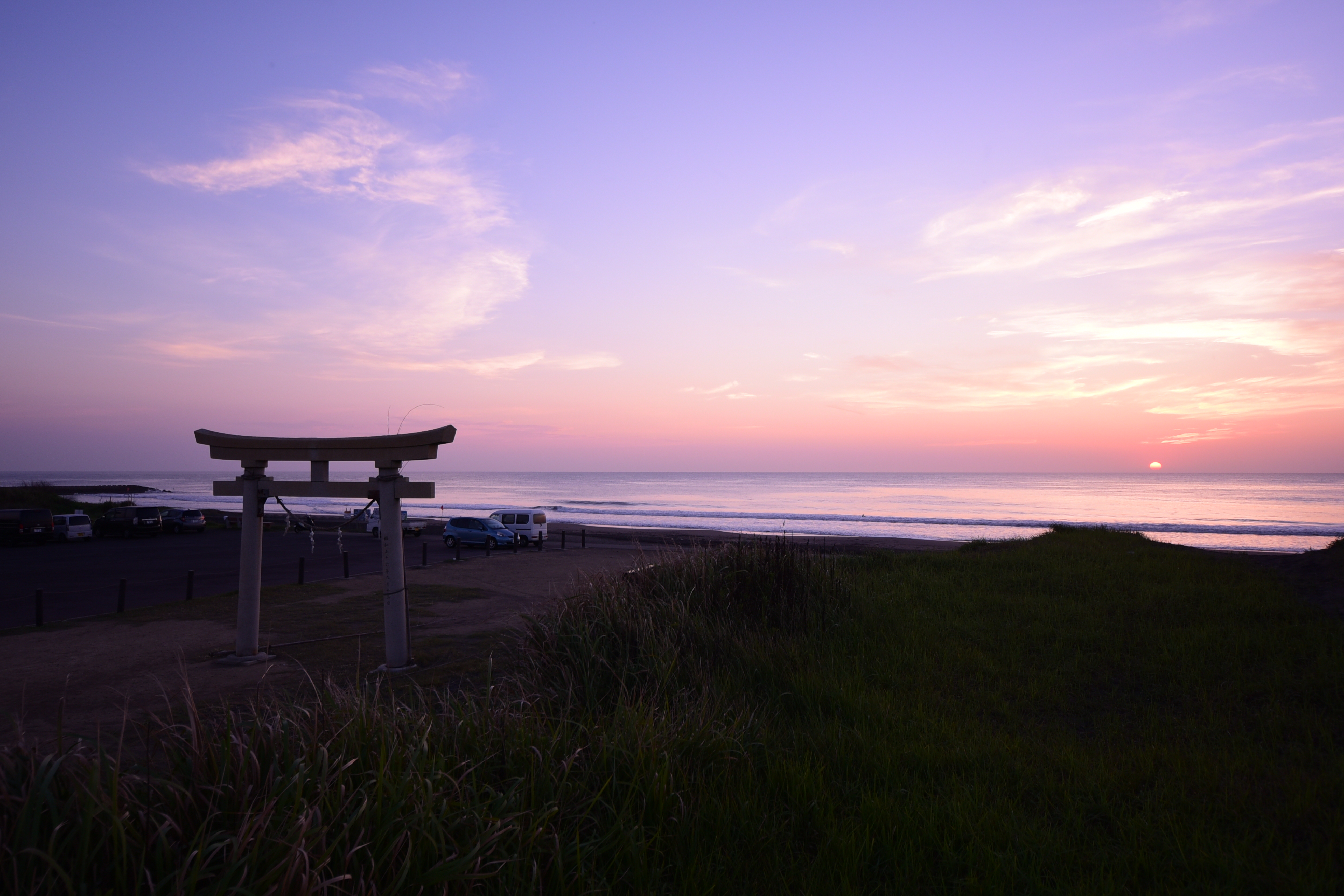
Tsurigasaki Surfing Beach

Ichinomiya (一宮町 Ichinomiya-machi?) este un oraș în Japonia, în districtul Chōsei al prefecturii Chiba.
1. ↑   (PDF), Geospatial Information Authority of Japan[*], p. 26 https://www.gsi.go.jp/KOKUJYOHO/MENCHO/backnumber/GSI-menseki20210101.pdf Lipsește sau este vid: |title= (ajutor)